# Alexandra Illmer Forsythe
Alexandra „Sandra“ Winifred Illmer Forsythe, geborene Illmer, (* 20. Mai 1918 in Newton (Massachusetts); † 2. Januar 1980 in Santa Clara County) war eine US-amerikanische Informatikerin, die in den 1960er und 1970er Jahren Bekanntheit als Co-Autorin einer Reihe von Lehrbüchern für Informatik erlangte, darunter auch das erste jemals veröffentlichte Informatik-Lehrbuch, Computer Science: A First Course, im Jahr 1969.

## Leben
Alexandra „Sandra“ Forsythe wurde in Newton, Massachusetts, geboren und wuchs in Cortland (New York) auf. Sie besuchte das Swarthmore College, wo sie ihren zukünftigen Ehemann George E. Forsythe kennenlernte und ihren Bachelor in Mathematik machte. Sie und George wurden beide in das Doktorandenprogramm für Mathematik an der Brown University aufgenommen. Obwohl sie eine außergewöhnliche Studentin war, konnte sie das Programm nicht fortsetzen, da der Dekan weibliche Mathematiker nicht anerkannte und ihr Stipendium kürzte. Sie verließ die Brown University schließlich und schloss 1941 ihr Master-Studium am Vassar College ab, während sie dort in der Lehre tätig war.
Im Jahre 1969 veröffentlichte Forsythe Computer Science: A First Course. Im Jahre 1975 veröffentlichte sie davon eine zweite Ausgabe. 1978 veröffentlichte Forsythe zusammen mit Elliott Irving Organick Programming Language Structures.
Forsythe lehrte an der Stanford University sowie der University of Utah. Zusammen mit ihrem Ehemann half sie beim Aufbau des Informatikprogramms an der Stanford University.
Sie war verheiratet mit dem Informatiker George Forsythe. Zusammen hatten sie einen Sohn, den Botanikprofessor Warren L. Forsythe, und eine Tochter, die Anthropologin Diana Elizabeth Forsythe.

## Veröffentlichte Bücher
- Alexandra Illmer Forsythe, Thomas Keenan, Elliott Organick, Warren Stenberg: Computer science: BASIC Language. Hrsg.: Wiley. New York 1970, ISBN 0-471-26677-9.
- Elliott Organick, Alexandra Illmer Forsythe, Robert Plummer: Programming Language Structures. Hrsg.: Academic Press. 2. Auflage. New York 1978, ISBN 978-0-12-528260-4.